# 小薗英雄
小薗 英雄（こぞの ひでお、1958年  - ）は、日本の数学者。専門は非線形偏微分方程式論。早稲田大学基幹理工学部数学科教授、東北大学数理科学連携研究センター教授、東北大学名誉教授。元日本数学会理事長。

## 人物・経歴
1981年北海道大学理学部数学科卒業。1987年北海道大学大学院理学研究科博士課程修了、理学博士。学位の主査は越昭三教授で、実質的指導教官は東京工業大学（のちの東京科学大学）の井上淳。
1987年名古屋大学工学部応用物理学科助手。九州大学教養部助教授、名古屋大学工学部助教授、名古屋大学大学院多元数理科学研究科助教授を経て、1999年東北大学大学院理学研究科教授。
2012年東北大学名誉教授、早稲田大学基幹理工学部数学科教授。2017年日本数学会理事長。2019年日本数学会理事長代行。日本学術会議連携会員を経て、2023年日本学術会議会員、東北大学数理科学連携研究センター教授。
数学オリンピック財団理事、文部科学大臣表彰科学技術賞審査部会委員、井上科学振興財団表彰選考委員、京都大学数理解析研究所専門委員会委員なども歴任した。

## 著書
- 『これからの非線型偏微分方程式』（小川卓克, 三沢正史と共編）日本評論社 2007年

## 受賞
- 平成14年度 フィリップ・フランツ・フォン・ジーボルト賞[10]
- 平成26年度 日本数学会賞秋季賞[2]
- 平成28年度 科学技術分野の文部科学大臣表彰科学技術賞（研究部門）[2]